# Serie Promozione 1924-1925
La Serie Promozione è stata la 25ª edizione del campionato svizzero di calcio di Serie Promozione (seconda divisione). La squadra vincitrice è stata il Bienne.

## Stagione

### Novità
Dalla Serie A 1923-1924, è stato retrocesso in Serie Promozione 1924-1925, il Bienne.

## Formula
48 squadre partecipanti, suddivise in sei gironi all'italiana, composti da otto squadre ciascuno a carattere regionale: due gironi Ovest (Svizzera romanda), due gironi Centrali, (Svizzera centrale) e due gironi Est (Svizzera orientale). Le due squadre vincitrici dei rispettivi gironi (Est, Centrale e Ovest) si affrontano tra di loro in una gara unica in campo neutro, per stabilire le tre squadre che si affronteranno in un Girone Finale di incontri di solo andata, per stabilire la vincitrice del torneo. Queste tre squadre parteciperanno anche agli Spareggi promozione-retrocessione, affrontando le tre squadre ultime classificate dei rispettivi tre gironi della Serie A.

## Gruppo Ovest 1

### Squadre partecipanti
| Club                    | Stagione | Città      | Stadio               | Stagione precedente |
| ----------------------- | -------- | ---------- | -------------------- | ------------------- |
| Club Athletique Ginevra | dettagli | Ginevra    |                      | Gruppo Ovest 1      |
| Forward Morges          | dettagli | Morges     |                      | Gruppo Ovest 1      |
| Losanna (II)            | dettagli | Losanna    | Stade de la Pontaise | Gruppo Ovest 1      |
| Monthey                 | dettagli | Monthey    |                      | Gruppo Ovest 1      |
| Saint-Jean              | dettagli | Saint-Jean |                      | Gruppo Ovest 1      |
| Servette (II)           | dettagli | Ginevra    | Stade des Charmilles | Gruppo Ovest 1      |
| Urania Ginevra (II)     | dettagli | Ginevra    | Stade de Frontenex   | Gruppo Ovest 1      |
| Vevey                   | dettagli | Vevey      | Stade de Copet       | Gruppo Ovest 1      |

### Classifica finale
|  | Pos. | Squadra                 | Pt | G  | V | N | P  | GF | GS | DR |
|  | ---- | ----------------------- | -- | -- | - | - | -- | -- | -- | -- |
|  | 1.   | Monthey                 | 22 | 14 | 9 | 4 | 1  | -  | -  | +  |
|  | 2.   | Forward Morges          | 18 | 14 | 9 | 0 | 5  | -  | -  | +  |
|  | 3.   | Losanna(II)             | 16 | 14 | 8 | 0 | 6  | -  | -  | +  |
|  | 4.   | Servette (II)           | 16 | 14 | 7 | 2 | 5  | -  | -  | +  |
|  | 5.   | Saint-Jean              | 16 | 14 | 7 | 2 | 5  | -  | -  | +  |
|  | 6.   | Vevey                   | 12 | 14 | 5 | 2 | 7  | -  | -  | -  |
|  | 7.   | Club Athletique Ginevra | 7  | 14 | 3 | 1 | 10 | -  | -  | -  |
|  | 8.   | Urania Ginevra(II)      | 5  | 14 | 2 | 1 | 11 | -  | -  | -  |

Legenda:

      Ammesso alla finale per la promozione in Serie A 1925-1926.
      Retrocesso in Serie Promozione 1925-1926.
Note:

Due punti a vittoria, uno a pareggio, zero a sconfitta.

## Risultati

### Tabellone
|                | CAT  | FOR  | LOS  | MON  | SJE  | SER  | URA  | VEV  |
| -------------- | ---- | ---- | ---- | ---- | ---- | ---- | ---- | ---- |
| Club Atletique | –––– | 0-2  | 1-4  | 1-2  | 0-3  | 3-2  | 0-1  | 2-1  |
| Forward        | 3-1  | –––– | 3-0  | 4-2  | 5-1  | 2-0  | 2-1  | 0-2  |
| Losanna (II)   | 5-0  | 1-2  | –––– | 0-3  | 7-1  | 3-0  | 5-2  | 4-1  |
| Monthey        | 6-1  | 2-1  | 4-3  | –––– | 3-2  | 3-0  | 3-2  | 7-1  |
| Saint-Jean     | 2-1  | 3-0  | 1-0  | 1-1  | –––– | 1-3  | 2-0  | 0-3  |
| Servette (II)  | 5-1  | 1-0  | 3-1  | 2-2  | 2-1  | –––– | 0-0  | 8-0  |
| Urania (II)    | 5-0  | 0-5  | 1-3  | 1-3  | 3-2  | 0-3  | –––– | 1-2  |
| Vevey          | 2-2  | 3-2  | 0-2  | 2-2  | 5-1  | 2-4  | 3-1  | –––– |

### Calendario
| andata (1ª) | andata (1ª) | 1ª giornata              | ritorno (8ª) | ritorno (8ª) |
|             |             |                          |              |              |
| 14 set.     | 6-1         | Monthey-Club Atletique   | 2-1          | 30 nov.      |
| 14 set.     | 1-0         | Servette (II)-Forward    | 0-2          | 25 gen.      |
| 14 set.     | 1-3         | Urania (II)-Losanna (II) | 2-5          | 1 feb.       |
| 14 set.     | 5-1         | Vevey -St.Jean           | 3-0          | 11 gen.      |

| andata (2ª) | andata (2ª) | 2ª giornata                  | ritorno (9ª) | ritorno (9ª) |
|             |             |                              |              |              |
| 28 set.     | 4-3         | Monthey-Losanna (II)         | 3-0          | 25 gen.      |
| 28 set.     | 5-1         | Servette (II)-Club Atletique | 2-3          | 11 gen.      |
| 28 set.     | 3-2         | Urania (II)-St.Jean          | 0-2          | 14 dic.      |
| 28 set.     | 3-2         | Vevey-Forward                | 2-0          | 16 nov.      |

| andata (1ª) | andata (1ª) | 1ª giornata              | ritorno (8ª) | ritorno (8ª) |
|             |             |                          |              |              |
| 14 set.     | 6-1         | Monthey-Club Atletique   | 2-1          | 30 nov.      |
| 14 set.     | 1-0         | Servette (II)-Forward    | 0-2          | 25 gen.      |
| 14 set.     | 1-3         | Urania (II)-Losanna (II) | 2-5          | 1 feb.       |
| 14 set.     | 5-1         | Vevey -St.Jean           | 3-0          | 11 gen.      |

| andata (2ª) | andata (2ª) | 2ª giornata                  | ritorno (9ª) | ritorno (9ª) |
|             |             |                              |              |              |
| 28 set.     | 4-3         | Monthey-Losanna (II)         | 3-0          | 25 gen.      |
| 28 set.     | 5-1         | Servette (II)-Club Atletique | 2-3          | 11 gen.      |
| 28 set.     | 3-2         | Urania (II)-St.Jean          | 0-2          | 14 dic.      |
| 28 set.     | 3-2         | Vevey-Forward                | 2-0          | 16 nov.      |

| andata (3ª) | andata (3ª) | 3ª giornata                 | ritorno (10ª) | ritorno (10ª) |
|             |             |                             |               |               |
| 5 ott.      | 2-2         | Servette (II)-Monthey       | 0-3           | 21 dic.       |
| 2 nov.      | 5-1         | Forward-St.Jean             | 0-3           | 7 dic.        |
| 9 nov.      | 1-2         | Urania (II)-Vevey           | 1-3           | 21 dic.       |
| 16 nov.     | 1-4         | Club Atletique-Losanna (II) | 0-5           | 14 dic.       |

| andata (4ª) | andata (4ª) | 4ª giornata            | ritorno (11ª) | ritorno (11ª) |
|             |             |                        |               |               |
| 12 ott.     | 3-1         | Forward-Club Atletique | 2-0           | 23 nov.       |
| 12 ott.     | 4-1         | Losanna (II)-Vevey     | 2-0           | 23 nov.       |
| 12 ott.     | 3-2         | Monthey-Urania (II)    | 3-1           | 16 nov.       |
| 12 ott.     | 1-3         | St.Jean-Servette (II)  | 1-2           | 16 nov.       |

| andata (3ª) | andata (3ª) | 3ª giornata                 | ritorno (10ª) | ritorno (10ª) |
|             |             |                             |               |               |
| 5 ott.      | 2-2         | Servette (II)-Monthey       | 0-3           | 21 dic.       |
| 2 nov.      | 5-1         | Forward-St.Jean             | 0-3           | 7 dic.        |
| 9 nov.      | 1-2         | Urania (II)-Vevey           | 1-3           | 21 dic.       |
| 16 nov.     | 1-4         | Club Atletique-Losanna (II) | 0-5           | 14 dic.       |

| andata (4ª) | andata (4ª) | 4ª giornata            | ritorno (11ª) | ritorno (11ª) |
|             |             |                        |               |               |
| 12 ott.     | 3-1         | Forward-Club Atletique | 2-0           | 23 nov.       |
| 12 ott.     | 4-1         | Losanna (II)-Vevey     | 2-0           | 23 nov.       |
| 12 ott.     | 3-2         | Monthey-Urania (II)    | 3-1           | 16 nov.       |
| 12 ott.     | 1-3         | St.Jean-Servette (II)  | 1-2           | 16 nov.       |

| andata (5ª) | andata (5ª) | 5ª giornata               | ritorno (12ª) | ritorno (12ª) |
|             |             |                           |               |               |
| 5 ott.      | 2-2         | Vevey-Club Atletique      | 1-2           | 23 nov.       |
| 19 ott.     | 3-0         | Forward-Losanna(II)       | 2-1           | 21 dic.       |
| 19 ott.     | 1-1         | St.Jean-Monthey           | 2-3           | 7 dic.        |
| 19 ott.     | 0-0         | Servette (II)-Urania (II) | 3-0           | 7 dic.        |

| andata (6ª) | andata (6ª) | 6ª giornata                | ritorno (13ª) | ritorno (13ª) |  |
|             |             |                            |               |               |  |
| 26 ott.     | 5-0         | Urania (II)-Club Atletique | 1-0           | 18 gen.       |  |
| 26 ott.     | 7-1         | Losanna (II)-St.Jean       | 0-1           | 30 nov.       |  |
| 26 ott.     | 2-4         | Vevey-Servette (II)        | 0-8           | 30 nov.       |  |
| 9 ott.      | 4-2         | Forward-Monthey            | 1-2           | 18 gen.       |  |

| andata (5ª) | andata (5ª) | 5ª giornata               | ritorno (12ª) | ritorno (12ª) |
|             |             |                           |               |               |
| 5 ott.      | 2-2         | Vevey-Club Atletique      | 1-2           | 23 nov.       |
| 19 ott.     | 3-0         | Forward-Losanna(II)       | 2-1           | 21 dic.       |
| 19 ott.     | 1-1         | St.Jean-Monthey           | 2-3           | 7 dic.        |
| 19 ott.     | 0-0         | Servette (II)-Urania (II) | 3-0           | 7 dic.        |

| andata (6ª) | andata (6ª) | 6ª giornata                | ritorno (13ª) | ritorno (13ª) |  |
|             |             |                            |               |               |  |
| 26 ott.     | 5-0         | Urania (II)-Club Atletique | 1-0           | 18 gen.       |  |
| 26 ott.     | 7-1         | Losanna (II)-St.Jean       | 0-1           | 30 nov.       |  |
| 26 ott.     | 2-4         | Vevey-Servette (II)        | 0-8           | 30 nov.       |  |
| 9 ott.      | 4-2         | Forward-Monthey            | 1-2           | 18 gen.       |  |

| \| andata (7ª) \| andata (7ª) \| 7ª giornata \| ritorno (14ª) \| ritorno (14ª) \| \| \| \| \| \| \| \| 5 ott. \| 2-1 \| Forward-Urania (II) \| 5-0 \| 30 nov. \| \| 2 nov. \| 7-1 \| Monthey-Vevey \| 2-2 \| 14 dic. \| \| 2 nov. \| 3-1 \| Servette (II)-Losanna (II) \| 0-3 \| 15 mar. \| \| 9 nov. \| 2-1 \| St.Jean-Club Atletique \| 3-0 \| 21 dic. \| |             |                            |               |               |
| andata (7ª) | andata (7ª) | 7ª giornata                | ritorno (14ª) | ritorno (14ª) |
| |             |                            |               |               |
| 5 ott. | 2-1         | Forward-Urania (II)        | 5-0           | 30 nov.       |
| 2 nov. | 7-1         | Monthey-Vevey              | 2-2           | 14 dic.       |
| 2 nov. | 3-1         | Servette (II)-Losanna (II) | 0-3           | 15 mar.       |
| 9 nov. | 2-1         | St.Jean-Club Atletique     | 3-0           | 21 dic.       |

| andata (7ª) | andata (7ª) | 7ª giornata                | ritorno (14ª) | ritorno (14ª) |
|             |             |                            |               |               |
| 5 ott.      | 2-1         | Forward-Urania (II)        | 5-0           | 30 nov.       |
| 2 nov.      | 7-1         | Monthey-Vevey              | 2-2           | 14 dic.       |
| 2 nov.      | 3-1         | Servette (II)-Losanna (II) | 0-3           | 15 mar.       |
| 9 nov.      | 2-1         | St.Jean-Club Atletique     | 3-0           | 21 dic.       |

## Gruppo Ovest 2

### Squadre partecipanti
| Club                    | Stagione | Città             | Stadio                | Stagione precedente |
| ----------------------- | -------- | ----------------- | --------------------- | ------------------- |
| Bienne                  | dettagli | Bienna            |                       | Gruppo Ovest 2      |
| Cantonal Neuchâtel (II) | dettagli | Neuchâtel         | Stade du Crêt         | Gruppo Ovest 2      |
| Concordia Basilea       | dettagli | Yverdon           | Concordia Parc        | Gruppo Ovest 2      |
| Étoile-Sporting (II)    | dettagli | La Chaux-de-Fonds | Stade Les Foulets     | Gruppo Ovest 2      |
| Friburgo (II)           | dettagli | Friborgo          | Stade Saint-Léonard   | Gruppo Ovest 2      |
| La Chaux-de-Fonds (II)  | dettagli | La Chaux-de-Fonds | Stade de la Charrière | Gruppo Ovest 2      |
| Orbe                    | dettagli | Orbe              | Stade du Puisoir      | Gruppo Ovest 2      |
| Signal Losanna          | dettagli | Losanna           | Stade de Vidy         | Gruppo Ovest 2      |

### Classifica finale
|  | Pos. | Squadra                 | Pt | G  | V  | N | P  | GF | GS | DR   |
|  | ---- | ----------------------- | -- | -- | -- | - | -- | -- | -- | ---- |
|  | 1.   | Bienne                  | 25 | 14 | 12 | 1 | 1  | 49 | 9  | + 40 |
|  | 2.   | Concordia Yverdon       | 17 | 14 | 6  | 5 | 3  | 24 | 18 | + 6  |
|  | 3.   | Signal Losanna          | 16 | 14 | 8  | 0 | 6  | 39 | 22 | + 17 |
|  | 4.   | Orbe                    | 16 | 14 | 6  | 4 | 4  | 23 | 25 | - 2  |
|  | 5.   | La Chaux-de-Fonds(II)   | 14 | 14 | 6  | 2 | 6  | 26 | 33 | - 7  |
|  | 6.   | Étoile-Sporting(II)     | 13 | 14 | 6  | 1 | 7  | 31 | 26 | + 5  |
|  | 7.   | Friburgo (II)           | 7  | 14 | 2  | 3 | 9  | 15 | 40 | - 25 |
|  | 8.   | Cantonal Neuchâtel (II) | 4  | 14 | 1  | 2 | 11 | 7  | 43 | - 36 |

Legenda:

      Ammesso alla finale per la promozione in Serie A 1925-1926.
      Retrocesso in Serie Promozione 1925-1926.
Note:

Due punti a vittoria, uno a pareggio, zero a sconfitta.

## Risultati

### Tabellone
|                        | BIE  | CAN  | CON  | ETO  | FRI  | LCF  | ORB  | SIG  |
| ---------------------- | ---- | ---- | ---- | ---- | ---- | ---- | ---- | ---- |
| Bienne                 | –––– | 8-0  | 3-0  | 1-2  | 0-0  | 6-1  | 8-0  | 4-3  |
| Cantonal (II)          | 1-5  | –––– | 2-2  | 0-8  | 1-0  | 0-1  | 2-2  | 0-4  |
| Concordia              | 0-4  | 3-0  | –––– | 4-2  | 4-1  | 1-1  | 1-1  | 3-0  |
| Etoile (II)            | 0-1  | 1-0  | 1-3  | –––– | 1-1  | 4-2  | 3-0  | 3-0  |
| Friburgo (II)          | 0-0  | 3-0  | 0-0  | 3-2  | –––– | 2-8  | 1-5  | 0-5  |
| La Chaux-de-Fonds (II) | 0-2  | 1-0  | 0-3  | 3-1  | 5-2  | –––– | 2-1  | 1-6  |
| Orbe                   | 1-3  | 2-0  | 0-0  | 3-1  | 2-1  | 1-1  | –––– | 2-0  |
| Signal                 | 1-2  | 3-1  | 3-0  | 3-2  | 5-1  | 4-0  | 2-3  | –––– |

### Calendario
| andata (1ª) | andata (1ª) | 1ª giornata                      | ritorno (8ª) | ritorno (8ª) |  |
|             |             |                                  |              |              |  |
| 14 set.     | 1-5         | Cantonal (II)-Bienne             | 0-8          | 30 nov.      |  |
| 14 set.     | 3-2         | Friburgo (II)-Etoile (II)        | 1-1          | 14 dic.      |  |
| 14 set.     | 0-3         | La Chaux-de-Fonds (II)-Concordia | 1-1          | 21 dic.      |  |
| 14 set.     | 2-3         | Signal-Orbe                      | 0-2          | 21 dic.      |  |

| andata (2ª) | andata (2ª) | 2ª giornata                   | ritorno (9ª) | ritorno (9ª) |
|             |             |                               |              |              |
| 28 set.     | 1-1         | Concordia-Orbe                | 0-0          | 23 nov.      |
| 28 set.     | 1-0         | Etolie (II)-Cantonal (II)     | 8-0          | 2 nov.       |
| 28 set.     | 0-2         | Friburgo (II)-Bienne          | 0-0          | 21 dic.      |
| 28 set.     | 1-6         | La Chaux-de-Fonds (II)-Signal | 0-4          | 22 mar.      |

| andata (1ª) | andata (1ª) | 1ª giornata                      | ritorno (8ª) | ritorno (8ª) |  |
|             |             |                                  |              |              |  |
| 14 set.     | 1-5         | Cantonal (II)-Bienne             | 0-8          | 30 nov.      |  |
| 14 set.     | 3-2         | Friburgo (II)-Etoile (II)        | 1-1          | 14 dic.      |  |
| 14 set.     | 0-3         | La Chaux-de-Fonds (II)-Concordia | 1-1          | 21 dic.      |  |
| 14 set.     | 2-3         | Signal-Orbe                      | 0-2          | 21 dic.      |  |

| andata (2ª) | andata (2ª) | 2ª giornata                   | ritorno (9ª) | ritorno (9ª) |
|             |             |                               |              |              |
| 28 set.     | 1-1         | Concordia-Orbe                | 0-0          | 23 nov.      |
| 28 set.     | 1-0         | Etolie (II)-Cantonal (II)     | 8-0          | 2 nov.       |
| 28 set.     | 0-2         | Friburgo (II)-Bienne          | 0-0          | 21 dic.      |
| 28 set.     | 1-6         | La Chaux-de-Fonds (II)-Signal | 0-4          | 22 mar.      |

| andata (3ª) | andata (3ª) | 3ª giornata                        | ritorno (10ª) | ritorno (10ª) |  |
|             |             |                                    |               |               |  |
| 5 ott.      | 3-0         | Bienne-Concordia                   | 4-0           | 18 gen.       |  |
| 5 ott.      | 0-4         | Cantonal (II)-Signal               | 1-3           | 23 nov.       |  |
| 5 ott.      | 1-5         | Friburgo (II)-Orbe                 | 1-2           | 9 nov.        |  |
| 5 ott.      | 3-1         | La Chaux-de-Fonds (II)-Etolie (II) | 2-4           | 7 dic.        |  |

| andata (4ª) | andata (4ª) | 4ª giornata                   | ritorno (11ª) | ritorno (11ª) |  |
|             |             |                               |               |               |  |
| 12 ott.     | 3-0         | Concordia-Cantonal (II)       | 2-2           | 1 feb.        |  |
| 12 ott.     | 3-0         | Etoile (II)-Orbe              | 1-3           | 11 gen.       |  |
| 12 ott.     | 0-2         | La Chaux-de-Fonds (II)-Bienne | 1-6           | 11 gen.       |  |
| 12 ott.     | 5-1         | Signal-Friburgo (II)          | 5-0           | 30 nov.       |  |

| andata (3ª) | andata (3ª) | 3ª giornata                        | ritorno (10ª) | ritorno (10ª) |  |
|             |             |                                    |               |               |  |
| 5 ott.      | 3-0         | Bienne-Concordia                   | 4-0           | 18 gen.       |  |
| 5 ott.      | 0-4         | Cantonal (II)-Signal               | 1-3           | 23 nov.       |  |
| 5 ott.      | 1-5         | Friburgo (II)-Orbe                 | 1-2           | 9 nov.        |  |
| 5 ott.      | 3-1         | La Chaux-de-Fonds (II)-Etolie (II) | 2-4           | 7 dic.        |  |

| andata (4ª) | andata (4ª) | 4ª giornata                   | ritorno (11ª) | ritorno (11ª) |  |
|             |             |                               |               |               |  |
| 12 ott.     | 3-0         | Concordia-Cantonal (II)       | 2-2           | 1 feb.        |  |
| 12 ott.     | 3-0         | Etoile (II)-Orbe              | 1-3           | 11 gen.       |  |
| 12 ott.     | 0-2         | La Chaux-de-Fonds (II)-Bienne | 1-6           | 11 gen.       |  |
| 12 ott.     | 5-1         | Signal-Friburgo (II)          | 5-0           | 30 nov.       |  |

| andata (5ª) | andata (5ª) | 5ª giornata                 | ritorno (12ª) | ritorno (12ª) |
|             |             |                             |               |               |
| 19 ott.     | 0-1         | Etoile (II)-Bienne          | 2-1           | 23 nov.       |
| 19 ott.     | 3-0         | Friburgo (II)-Cantonal (II) | 0-1           | 11 gen.       |
| 19 ott.     | 1-1         | Orbe-La Chaux-de-Fonds (II) | 1-2           | 30 nov.       |
| 2 nov.      | 3-0         | Signal-Concordia            | 0-3           | 14 dic.       |

| andata (6ª) | andata (6ª) | 6ª giornata                          | ritorno (13ª) | ritorno (13ª) |
|             |             |                                      |               |               |
| 2 nov.      | 8-0         | Bienne-Orbe                          | 3-1           | 14 dic.       |
| 9 nov.      | 1-0         | La Chaux-de-Fonds (II)-Cantonal (II) | 1-0           | 14 dic.       |
| 16 nov.     | 4-1         | Concordia-Friburgo                   | 0-0           | 7 dic.        |
| 16 nov.     | 3-0         | Etoile (II)-Signal                   | 2-3           | 8 feb.        |

| andata (5ª) | andata (5ª) | 5ª giornata                 | ritorno (12ª) | ritorno (12ª) |
|             |             |                             |               |               |
| 19 ott.     | 0-1         | Etoile (II)-Bienne          | 2-1           | 23 nov.       |
| 19 ott.     | 3-0         | Friburgo (II)-Cantonal (II) | 0-1           | 11 gen.       |
| 19 ott.     | 1-1         | Orbe-La Chaux-de-Fonds (II) | 1-2           | 30 nov.       |
| 2 nov.      | 3-0         | Signal-Concordia            | 0-3           | 14 dic.       |

| andata (6ª) | andata (6ª) | 6ª giornata                          | ritorno (13ª) | ritorno (13ª) |
|             |             |                                      |               |               |
| 2 nov.      | 8-0         | Bienne-Orbe                          | 3-1           | 14 dic.       |
| 9 nov.      | 1-0         | La Chaux-de-Fonds (II)-Cantonal (II) | 1-0           | 14 dic.       |
| 16 nov.     | 4-1         | Concordia-Friburgo                   | 0-0           | 7 dic.        |
| 16 nov.     | 3-0         | Etoile (II)-Signal                   | 2-3           | 8 feb.        |

| \| andata (7ª) \| andata (7ª) \| 7ª giornata \| ritorno (14ª) \| ritorno (14ª) \| \| \| \| \| \| \| \| 9 nov. \| 4-3 \| Bienne-Signal \| 2-1 \| 7 dic. \| \| 9 nov. \| 1-3 \| Etoile (II)-Concordia \| 2-4 \| 30 nov. \| \| 16 nov. \| 2-0 \| Orbe-Cantonal \| 2-2 \| 25 gen. \| \| 23 nov. \| 5-2 \| La Chaux-de-Fonds (II)-Friburgo (II) \| 8-2 \| 18 gen. \| |             |                                      |               |               |
| andata (7ª) | andata (7ª) | 7ª giornata                          | ritorno (14ª) | ritorno (14ª) |
| |             |                                      |               |               |
| 9 nov. | 4-3         | Bienne-Signal                        | 2-1           | 7 dic.        |
| 9 nov. | 1-3         | Etoile (II)-Concordia                | 2-4           | 30 nov.       |
| 16 nov. | 2-0         | Orbe-Cantonal                        | 2-2           | 25 gen.       |
| 23 nov. | 5-2         | La Chaux-de-Fonds (II)-Friburgo (II) | 8-2           | 18 gen.       |

| andata (7ª) | andata (7ª) | 7ª giornata                          | ritorno (14ª) | ritorno (14ª) |
|             |             |                                      |               |               |
| 9 nov.      | 4-3         | Bienne-Signal                        | 2-1           | 7 dic.        |
| 9 nov.      | 1-3         | Etoile (II)-Concordia                | 2-4           | 30 nov.       |
| 16 nov.     | 2-0         | Orbe-Cantonal                        | 2-2           | 25 gen.       |
| 23 nov.     | 5-2         | La Chaux-de-Fonds (II)-Friburgo (II) | 8-2           | 18 gen.       |

## Finale gruppi Ovest 1 e 2
S'incontrarono le due squadre vincenti i rispettivi gironi.
|        | Risultato |         | Luogo e data          |  |
| ------ | --------- | ------- | --------------------- |  |
| Bienne | 4 -1      | Monthey | Losanna, 1 marzo 1925 |  |
|        |           |         |                       |  |

## Gruppo centrale 1

### Squadre partecipanti
| Club                     | Stagione | Città     | Stadio               | Stagione precedente |
| ------------------------ | -------- | --------- | -------------------- | ------------------- |
| Berna (II)               | dettagli | Berna     | Stadion Neufeld      | Gruppo Centrale 1   |
| Cercle des Sports Bienne | dettagli | Bienna    | -                    | Gruppo Centrale 1   |
| Kickers Lucerna          | dettagli | Lucerna   |                      | Gruppo Centrale 1   |
| Lucerna (II)             | dettagli | Lucerna   |                      | Gruppo Centrale 1   |
| Madretsch                | dettagli | Madretsch | Stadio               | Gruppo Centrale 1   |
| Soletta                  | dettagli | Soletta   | Stadion FC Solothurn | Gruppo Centrale 1   |
| Victoria Berna           | dettagli | Berna     | Stadio               | Gruppo Centrale 1   |
| Young Boys (II)          | dettagli | Berna     | Stadio               | Gruppo Centrale 1   |

### Classifica finale
|  | Pos. | Squadra                  | Pt | G  | V | N | P | GF | GS | DR |
|  | ---- | ------------------------ | -- | -- | - | - | - | -- | -- | -- |
|  | 1.   | Soletta                  |    | 14 |   |   |   |    |    |    |
|  | 2.   | Berna (II)               |    | 14 |   |   |   |    |    |    |
|  | 3.   | Cercle des Sports Bienne |    | 14 |   |   |   |    |    |    |
|  | 4.   | Kickers Lucerna          |    | 14 |   |   |   |    |    |    |
|  | 5.   | Lucerna(II)              |    | 14 |   |   |   |    |    |    |
|  | 6.   | Madretsch                |    | 14 |   |   |   |    |    |    |
|  | 7.   | Victoria Berna           |    | 14 |   |   |   |    |    |    |
|  | 8.   | Young Boys(II)           |    | 14 |   |   |   |    |    |    |

Legenda:

      Ammesso alla finale per la promozione in Serie A 1925-1926.
      Retrocesso in Serie Promozione 1925-1926.
Note:

Due punti a vittoria, uno a pareggio, zero a sconfitta.

## Gruppo centrale 2

### Squadre partecipanti
| Club                  | Stagione | Città   | Stadio                    | Stagione precedente |
| --------------------- | -------- | ------- | ------------------------- | ------------------- |
| Black Stars Basilea   | dettagli | Basilea | Sportplatz Buschweilerhof | Gruppo Centrale 1   |
| Breite Basilea        | dettagli | Basilea |                           | Gruppo Centrale 1   |
| Buchs                 | dettagli | Buchs   | Sportplatz Buchs          | Gruppo Centrale 1   |
| Helvetia              | dettagli | Berna   |                           | Gruppo Centrale 1   |
| Nordstern             | dettagli | Basilea | Stadion Rankhof           | Gruppo Centrale 1   |
| Old Boys Basilea (II) | dettagli | Basilea | Stadium Schützenmatte     | Gruppo Centrale 1   |
| Olten                 | dettagli | Olten   | Sportplatz am Wilerweg    | Gruppo Centrale 1   |
| Wohlen                | dettagli | Wohlen  | Stadion Niedermatten      | Gruppo Centrale 1   |

### Classifica finale
|  | Pos. | Squadra               | Pt | G  | V | N | P | GF | GS | DR |
|  | ---- | --------------------- | -- | -- | - | - | - | -- | -- | -- |
|  | 1.   | Nordstern             |    | 14 |   |   |   |    |    |    |
|  | 2.   | Black Stars Basilea   |    | 14 |   |   |   |    |    |    |
|  | 3.   | Breite Basilea        |    | 14 |   |   |   |    |    |    |
|  | 4.   | Buchs AG              |    | 14 |   |   |   |    |    |    |
|  | 5.   | Helvetia Berna        |    | 14 |   |   |   |    |    |    |
|  | 6.   | Old Boys Basilea (II) |    | 14 |   |   |   |    |    |    |
|  | 7.   | Olten                 |    | 14 |   |   |   |    |    |    |
|  | 8.   | Wohlen                |    | 14 |   |   |   |    |    |    |

Legenda:

      Ammesso alla finale per la promozione in Serie A 1925-1926.
      Retrocesso in Serie Promozione 1925-1926.
Note:

Due punti a vittoria, uno a pareggio, zero a sconfitta.

## Finale gruppi centrali 1 e 2
- S'incontrano le due squadre vincenti i rispettivi gironi.

|         | Risultato |           | Luogo e data          |  |
| ------- | --------- | --------- | --------------------- |  |
| Soletta | 6 - 0     | Nordstern | Bienna, 15 marzo 1925 |  |
|         |           |           |                       |  |

## Gruppo Est 1

### Squadre partecipanti
| Club                   | Stagione | Città   | Stadio                       | Stagione precedente   |
| ---------------------- | -------- | ------- | ---------------------------- | --------------------- |
| Ballspielclub Zurigo   | dettagli | Zurigo  | Stadio                       | Gruppo ovest 1        |
| Blue Stars Zurigo (II) | dettagli | Zurigo  | Sportanlage Hardhof          | Gruppo ovest 1        |
| Chiasso                | dettagli | Chiasso | Stadio Campo di via Comacini |                       |
| Neumünster             | dettagli | Zurigo  | Stadio                       | 1ª nel Gruppo ovest 1 |
| Oerlikon               | dettagli | Zurigo  | Stadio                       | Gruppo ovest 1        |
| Sirius                 | dettagli | Zurigo  | Stadio                       | Gruppo ovest 1        |
| Zurigo (II)            | dettagli | Zurigo  | Stadio Letzigrund            | Gruppo ovest 1        |

### Classifica finale
|  | Pos. | Squadra                | Pt | G  | V | N | P  | GF | GS | DR  |
|  | ---- | ---------------------- | -- | -- | - | - | -- | -- | -- | --- |
|  | 1.   | Neumünster             | 20 | 14 | 9 | 2 | 3  | 36 | 22 | +14 |
|  | 2.   | Oerlikon               | 18 | 14 | 8 | 2 | 4  | 37 | 27 | +10 |
|  | 3.   | Baden                  | 16 | 14 | 7 | 2 | 5  | 27 | 23 | +4  |
|  | 4.   | Blue Stars Zurigo (II) | 15 | 14 | 6 | 3 | 5  | 21 | 20 | +1  |
|  | 5.   | Chiasso                | 14 | 14 | 6 | 2 | 6  | 25 | 20 | +5  |
|  | 6.   | Zurigo(II)             | 12 | 14 | 5 | 2 | 7  | 26 | 28 | -2  |
|  | 7.   | Ballspielclub Zurigo   | 10 | 14 | 4 | 2 | 8  | 25 | 39 | -14 |
|  | 8.   | Sirius Zurigo          | 7  | 14 | 3 | 1 | 10 | 18 | 36 | -18 |

Legenda:

      Ammesso alla finale per la promozione in Serie A 1925-1926.
      Retrocesso in Serie Promozione 1925-1926.
Note:

Due punti a vittoria, uno a pareggio, zero a sconfitta.

## Risultati

### Tabellone
|                      | BAL  | BAD  | BLS  | CHI  | NEU  | OER  | SIR  | ZUR  |
| -------------------- | ---- | ---- | ---- | ---- | ---- | ---- | ---- | ---- |
| Ballspielclub Zurigo | –––– | 1-4  | 0-4  | 2-2  | 1-3  | 0-5  | 5-1  | 5-1  |
| Baden                | 2-2  | –––– | 1-0  | 2-1  | 2-4  | 4-1  | 1-0  | 0-1  |
| Blue Stars (II)      | 4-1  | 1-1  | –––– | 2-0  | 1-4  | 1-1  | 1-3  | 1-1  |
| Chiasso              | 1-3  | 3-0  | 3-0  | –––– | 0-3  | 4-0  | 3-0  | 3-1  |
| Neumünster           | 2-1  | 3-2  | 4-0  | 1-0  | –––– | 3-5  | 5-1  | 2-2  |
| Oerlikon             | 4-0  | 1-4  | 1-3  | 3-3  | 1-0  | –––– | 8-2  | 2-0  |
| Sirius               | 0-2  | 1-2  | 0-1  | 1-2  | 2-2  | 1-2  | –––– | 3-0  |
| Zurigo (II)          | 6-2  | 4-2  | 0-2  | 0-2  | 4-0  | 2-3  | 4-1  | –––– |

### Calendario
| andata (1ª) | andata (1ª) | 1ª giornata                  | ritorno (8ª) | ritorno (8ª) |
|             |             |                              |              |              |
| 14 set.     | 2-2         | Ballspielclub Zurigo-Chiasso | 3-1          | 7 dic.       |
| 14 set.     | 4-0         | Neumünster-Blue Stars (II)   | 4-1          | 1 feb.       |
| 14 set.     | 1-2         | Sirius-Oerlikon              | 2-8          | 16 nov.      |
| 14 set.     | 4-2         | Zurigo (II)-Baden            | 1-0          | 15 feb.      |

| andata (2ª) | andata (2ª) | 2ª giornata                 | ritorno (9ª) | ritorno (9ª) |
|             |             |                             |              |              |
| 28 set.     | 5-1         | Ballspielclub Zurigo-Sirius | 2-0          | 21 feb.      |
| 28 set.     | 1-1         | Blue Stars (II)-Oerlikon    | 3-1          | 25 gen.      |
| 28 set.     | 4-0         | Zurigo (II)-Neumünster      | 2-2          | 23 nov.      |
| 9 nov.      | 3-0         | Chiasso-Baden               | 1-2          | 1 feb.       |

| andata (1ª) | andata (1ª) | 1ª giornata                  | ritorno (8ª) | ritorno (8ª) |
|             |             |                              |              |              |
| 14 set.     | 2-2         | Ballspielclub Zurigo-Chiasso | 3-1          | 7 dic.       |
| 14 set.     | 4-0         | Neumünster-Blue Stars (II)   | 4-1          | 1 feb.       |
| 14 set.     | 1-2         | Sirius-Oerlikon              | 2-8          | 16 nov.      |
| 14 set.     | 4-2         | Zurigo (II)-Baden            | 1-0          | 15 feb.      |

| andata (2ª) | andata (2ª) | 2ª giornata                 | ritorno (9ª) | ritorno (9ª) |
|             |             |                             |              |              |
| 28 set.     | 5-1         | Ballspielclub Zurigo-Sirius | 2-0          | 21 feb.      |
| 28 set.     | 1-1         | Blue Stars (II)-Oerlikon    | 3-1          | 25 gen.      |
| 28 set.     | 4-0         | Zurigo (II)-Neumünster      | 2-2          | 23 nov.      |
| 9 nov.      | 3-0         | Chiasso-Baden               | 1-2          | 1 feb.       |

| andata (3ª) | andata (3ª) | 3ª giornata                     | ritorno (10ª) | ritorno (10ª) |
|             |             |                                 |               |               |
| 5 ott.      | 1-0         | Baden-Sirius                    | 2-1           | 8 mar.        |
| 5 ott.      | 3-0         | Chiasso-Blue Stars (II)         | 0-2           | 30 nov.       |
| 5 ott.      | 2-3         | Zurigo (II)-Oerlikon            | 0-2           | 14 dic.       |
| 16 nov.     | 2-1         | Neumünster-Ballspielclub Zurigo | 3-1           | 25 gen.       |

| andata (4ª) | andata (4ª) | 4ª giornata                 | ritorno (11ª) | ritorno (11ª) |
|             |             |                             |               |               |
| 12 ott.     | 2-2         | Baden-Ballspielclub Zurigo  | 4-1           | 23 nov.       |
| 12 ott.     | 5-1         | Neumünster-Sirius           | 2-2           | 30 nov.       |
| 12 ott.     | 3-3         | Oerlikon-Chiasso            | 0-4           | 23 nov.       |
| 12 ott.     | 0-2         | Zurigo (II)-Blue Stars (II) | 1-1           | 21 dic.       |

| andata (3ª) | andata (3ª) | 3ª giornata                     | ritorno (10ª) | ritorno (10ª) |
|             |             |                                 |               |               |
| 5 ott.      | 1-0         | Baden-Sirius                    | 2-1           | 8 mar.        |
| 5 ott.      | 3-0         | Chiasso-Blue Stars (II)         | 0-2           | 30 nov.       |
| 5 ott.      | 2-3         | Zurigo (II)-Oerlikon            | 0-2           | 14 dic.       |
| 16 nov.     | 2-1         | Neumünster-Ballspielclub Zurigo | 3-1           | 25 gen.       |

| andata (4ª) | andata (4ª) | 4ª giornata                 | ritorno (11ª) | ritorno (11ª) |
|             |             |                             |               |               |
| 12 ott.     | 2-2         | Baden-Ballspielclub Zurigo  | 4-1           | 23 nov.       |
| 12 ott.     | 5-1         | Neumünster-Sirius           | 2-2           | 30 nov.       |
| 12 ott.     | 3-3         | Oerlikon-Chiasso            | 0-4           | 23 nov.       |
| 12 ott.     | 0-2         | Zurigo (II)-Blue Stars (II) | 1-1           | 21 dic.       |

| andata (5ª) | andata (5ª) | 5ª giornata                   | ritorno (12ª) | ritorno (12ª) |
|             |             |                               |               |               |
| 19 ott.     | 3-1         | Chiasso-Zurigo (II)           | 2-0           | 23 nov.       |
| 19 ott.     | 3-2         | Neumünster-Baden              | 4-2           | 18 gen.       |
| 26 ott.     | 1-3         | Blue Stars (II)-Sirius        | 1-0           | 11 gen.       |
| 9 nov.      | 4-0         | Oerlikon-Ballspielclub Zurigo | 5-0           | 8 mar.        |

| andata (6ª) | andata (6ª) | 6ª giornata                          | ritorno (13ª) | ritorno (13ª) |
|             |             |                                      |               |               |
| 19 ott.     | 4-1         | Blue Stars (II)-Ballspielclub Zurigo | 4-0           | 11 gen.       |
| 26 ott.     | 1-0         | Neumünster-Chiasso                   | 3-0           | 21 feb.       |
| 26 ott.     | 1-4         | Oerlikon-Baden                       | 1-4           | 21 feb.       |
| 9 nov.      | 3-0         | Sirius-Zurigo (II)                   | 1-4           | 7 dic.        |

| andata (5ª) | andata (5ª) | 5ª giornata                   | ritorno (12ª) | ritorno (12ª) |
|             |             |                               |               |               |
| 19 ott.     | 3-1         | Chiasso-Zurigo (II)           | 2-0           | 23 nov.       |
| 19 ott.     | 3-2         | Neumünster-Baden              | 4-2           | 18 gen.       |
| 26 ott.     | 1-3         | Blue Stars (II)-Sirius        | 1-0           | 11 gen.       |
| 9 nov.      | 4-0         | Oerlikon-Ballspielclub Zurigo | 5-0           | 8 mar.        |

| andata (6ª) | andata (6ª) | 6ª giornata                          | ritorno (13ª) | ritorno (13ª) |
|             |             |                                      |               |               |
| 19 ott.     | 4-1         | Blue Stars (II)-Ballspielclub Zurigo | 4-0           | 11 gen.       |
| 26 ott.     | 1-0         | Neumünster-Chiasso                   | 3-0           | 21 feb.       |
| 26 ott.     | 1-4         | Oerlikon-Baden                       | 1-4           | 21 feb.       |
| 9 nov.      | 3-0         | Sirius-Zurigo (II)                   | 1-4           | 7 dic.        |

| \| andata (7ª) \| andata (7ª) \| 7ª giornata \| ritorno (14ª) \| ritorno (14ª) \| \| \| \| \| \| \| \| \| \| 2 nov. \| 3-0 \| Chiasso-Sirius \| 2-1 \| 11 gen. \| \| \| 2 nov. \| 1-0 \| Oerlikon-Neumünster \| 5-3 \| 11 gen. \| \| \| 26 ott. \| 5-1 \| Ballspielclub Zurigo-Zurigo \| 2-6 \| 18 gen. \| \| \| 16 nov. \| 1-0 \| Baden-Blue Stars (II) \| 1-1 \| 7 dic. \| \| |             |                             |               |               |  |
| andata (7ª) | andata (7ª) | 7ª giornata                 | ritorno (14ª) | ritorno (14ª) |  |
| |             |                             |               |               |  |
| 2 nov. | 3-0         | Chiasso-Sirius              | 2-1           | 11 gen.       |  |
| 2 nov. | 1-0         | Oerlikon-Neumünster         | 5-3           | 11 gen.       |  |
| 26 ott. | 5-1         | Ballspielclub Zurigo-Zurigo | 2-6           | 18 gen.       |  |
| 16 nov. | 1-0         | Baden-Blue Stars (II)       | 1-1           | 7 dic.        |  |

| andata (7ª) | andata (7ª) | 7ª giornata                 | ritorno (14ª) | ritorno (14ª) |  |
|             |             |                             |               |               |  |
| 2 nov.      | 3-0         | Chiasso-Sirius              | 2-1           | 11 gen.       |  |
| 2 nov.      | 1-0         | Oerlikon-Neumünster         | 5-3           | 11 gen.       |  |
| 26 ott.     | 5-1         | Ballspielclub Zurigo-Zurigo | 2-6           | 18 gen.       |  |
| 16 nov.     | 1-0         | Baden-Blue Stars (II)       | 1-1           | 7 dic.        |  |

## Gruppo Est 2

### Squadre partecipanti
| Club            | Stagione | Città      | Stadio                | Stagione precedente |
| --------------- | -------- | ---------- | --------------------- | ------------------- |
| Arbon           | dettagli | Arbon      |                       | Gruppo Est 2        |
| Brühl (II)      | dettagli | San Gallo  | Stadion Espenmoos     | Gruppo Est 2        |
| Oberwinterthur  | dettagli | Winterthur |                       | Gruppo Est 2        |
| Romanshorn      | dettagli | Romanshorn |                       | Gruppo Est 2        |
| San Gallo (II)  | dettagli | San Gallo  | Stadion Espenmoos     | Gruppo Est 2        |
| Sciaffusa       | dettagli | Sciaffusa  |                       | Gruppo Est 2        |
| Töss            | dettagli | Töss       |                       | Gruppo Est 2        |
| Winterthur (II) | dettagli | Winterthur | Stadion Schützenwiese | Gruppo Est 2        |

### Classifica finale
|  | Pos. | Squadra        | Pt | G  | V | N | P | GF | GS | DR  |
|  | ---- | -------------- | -- | -- | - | - | - | -- | -- | --- |
|  | 1.   | San Gallo(II)  | 21 | 14 |   |   |   | 39 | 19 | +20 |
|  | 2.   | Sciaffusa (II) | 18 | 14 | 8 | 2 | 4 | 28 | 14 | +14 |
|  | 3.   | Romanshorn     | 16 | 14 |   |   |   | 31 | 31 | 0   |
|  | 4.   | Arbon          | 14 | 14 |   |   |   | 15 | 15 | 0   |
|  | 5.   | Winterthur(II) | 14 | 14 |   |   |   | 31 | 33 | -2  |
|  | 6.   | Brühl (II)     | 12 | 14 |   |   |   | 20 | 25 | -5  |
|  | 7.   | Oberwinterthur | 10 | 14 |   |   |   | 12 | 28 | -16 |
|  | 8.   | Töss           | 7  | 14 |   |   |   | 19 | 30 | -11 |

Legenda:

      Ammesso alla finale per la promozione in Serie A 1925-1926.
      Retrocesso in Serie Promozione 1925-1926.
Note:

Due punti a vittoria, uno a pareggio, zero a sconfitta.

## Finale gruppi Est 1 e 2
S'incontrano le due squadre vincenti i rispettivi gironi.
|               | Risultato |            | Luogo e data               |  |
| ------------- | --------- | ---------- | -------------------------- |  |
| San Gallo(II) | 1-0       | Neumünster | Winterthur, 21 giugno 1925 |  |
|               |           |            |                            |  |

## Fase finale
|               | Risultati |               | Luogo e data            |  |
| ------------- | --------- | ------------- | ----------------------- |  |
| Soletta       | 0 - 3     | Bienne        | Soletta, 10 maggio 1925 |  |
| Bienne        | 4 - 1     | San Gallo(II) | Bienna, 17 maggio 1925  |  |
| San Gallo(II) | [ 4 ]     | Soletta       | Ginevra, 24 maggio 1925 |  |
|               |           |               |                         |  |

### Classifica finale
|  | Pos. | Squadra       | Pt | G | V | N | P | GF | GS | DR |
|  | ---- | ------------- | -- | - | - | - | - | -- | -- | -- |
|  | 1.   | Bienne        | 4  | 2 | 2 | 0 | 0 | 7  | 1  | +6 |
|  | 2.   | Soletta       | 0  | 1 | 0 | 0 | 1 | 0  | 3  | -3 |
|  | 3.   | San Gallo(II) | 0  | 1 | 0 | 0 | 1 | 1  | 4  | -3 |

## Spareggi retrocessione/promozione (Serie A/Serie Promozione)
Spareggi disputati dalle tre squadre vincenti i propri gironi e gli spareggi regionali disputati in Serie Promozione e le tre squadre classificate nei rispettivi gironi di Serie A nell'ultima posizione di classifica. Le tre squadre vincenti questi spareggi parteciperanno al campionato di Serie A 1925-1926

### Spareggio zona est
|            | Risultati |            | Luogo e data               |
| ---------- | --------- | ---------- | -------------------------- |
| Brühl      | 3-0       | Neumünster | San Gallo, 7 giugno 1925   |
| Neumünster | 1-2       | Brühl      | Neumünster, 14 giugno 1925 |
|            |           |            |                            |

### Spareggio zona centro
|         | Risultati |         | Luogo e data            |
| ------- | --------- | ------- | ----------------------- |
| Lucerna | 3-4       | Soletta | Lucerna, 26 aprile 1925 |
| Soletta | 1-1       | Lucerna | Soletta, 3 maggio 1925  |
|         |           |         |                         |

### Spareggio zona ovest[5]
|                 | Risultati |                 | Luogo e data             |
| --------------- | --------- | --------------- | ------------------------ |
| Montreux-Sports | 0-3       | Bienne          | Montreux, 12 luglio 1925 |
| Bienne          | 5-0       | Montreux-Sports | Bienna, 19 luglio 1925   |
|                 |           |                 |                          |